# André Laplante
Joseph André Roger Laplante (* 12. November 1949 in Rimouski/Québec) ist ein kanadischer Pianist.

## Leben
Laplante begann seine Klavierausbildung im Alter von sieben Jahren und studierte ab 1964 an der École Vincent-d’Indy bei Natalie Pépin und Yvonne Hubert. 1970–71 setzte er seine Ausbildung an der Juilliard School bei Sascha Gorodnitzki fort, danach studierte er bis 1974 in Paris bei Yvonne Lefébure und besuchte Sommerkurse in Frankreich, Portugal und Ungarn. Daneben hatte er Auftritte als Solist und Kammermusiker. 1974–75 unternahm er Tourneen für die Jeunesses musicales of Canada. 1976 kehrte er an die Juilliard School zurück und vervollkommnete seine Ausbildung bei Gorodnitzki.
Nachdem er bereits in den 1960er Jahren Preise des Montreal Symphony Orchestra gewonnen hatte, belegte er Dritte Preise 1973 bei der Marguerite Long-Jacques Thibaud International Competition und 1977 bei einem Klavierwettbewerb in Sydney. International bekannt wurde er, nachdem er 1978 gemeinsam mit Pascal Devoyon den Zweiten Preis beim Tschaikowski-Wettbewerb gewann. Nach einer kurzen Tournee durch die Sowjetunion kehrte er nach Kanada zurück und debütierte 1978 in der Carnegie Hall.
In der Folgezeit unternahm er zahlreiche Recitaltouren und trat mit Sinfonieorchestern Kanadas, der USA, Europas, Australiens und Asiens auf. 1983 trat er mit dem Toronto Symphony Orchestra in Europa auf, und im Folgejahr gab er mit Yehudi Menuhin vier Recitals in Vancouver, Toronto, Montreal und New York. Mit dem Geiger Ernö Sebestyén und dem Cellisten Martin Ostertag gründete er 1988 das André-Laplante Trio.
1979 zeichnete ihn das Canadian Music Council als Performer of the Year auf, und im Fernsehprogramm der CBC porträtierte ihn Peter Symcox in dem Dokumentarfilm Portrait d’André Laplante. Seine Alben mit Werken von Franz Liszt (1995), Johannes Brahms (1996) und von Liszts Années de pèlerinage (2010) wurden jeweils mit einem Félix Award ausgezeichnet, ein weiteres Album mit Tschaikowskis Erstem Klavierkonzert (mit dem Orchestre Symphonique de Québec unter Yoav Talmi, 2001) war für einen Félix Award nominiert. Einen Juno Award in der Kategorie Classical Album of the Year gewann er 2004 mit der Aufnahme von Jacques Hetus Zweitem Klavierkonzert. Im gleichen Jahr wurde er als Officer des Order of Canada geehrt.